# Stilpnophyllum
Stilpnophyllum  es un género con ocuatro especies de plantas con flores perteneciente a la familia de las rubiáceas.
Es nativo del sudoeste de Sudamérica.

## Especies
- Stilpnophyllum grandifolium L.Andersson (1994).
- Stilpnophyllum lineatum Hook.f. (1873).
- Stilpnophyllum oellgaardii L.Andersson (1994).
- Stilpnophyllum revolutum L.Andersson (1994).